# Joakim Steiness
Joakim Steiness (født 24. marts 1988) er en dansk tidligere fodboldspiller. 
Steiness har spillet flere kampe på forskellige ungdomslandshold.
Klubber: Jerne IF, Esbjerg fB og FC Fyn.
Han indstillede karrieren som 23 årig i 2011 for at koncentrere sig om sine studier.